# Striscio su vetrino
Lo striscio su vetrino è una tecnica utilizzata in laboratorio per l'analisi al microscopio del sangue e la formula leucocitaria.

## Procedimento
Si pone una goccia di sangue sul lato destro del vetrino e si avvicina un vetrino molato (che è uno speciale vetrino con i bordi smussati per non danneggiare le cellule) alla goccia. L'angolo fra i due vetrini deve essere di 30-40 gradi. Il sangue per capillarità si diffonde. Con un rapido movimento si striscia il vetrino in direzione opposta alla goccia, si otterrà quindi lo striscio di sangue. Per evitare la formazione di coaguli, ciascuno striscio deve essere effettuato con sangue fresco e subito dopo averlo depositato.

## Fissaggio
Se applicate il colorante sullo striscio senza averlo prima fissato, le cellule scoppieranno a causa del cosiddetto shock ipotonico. Questo avviene perché la concentrazione di sali all'interno delle cellule è molto più alta di quella del liquido colorante che è diluito in acqua distillata. Per evitare questo, prima della colorazione si deve effettuare un fissaggio dello striscio.
Questa operazione ostacola il rigonfiamento delle cellule, che quindi rimangono integre quando vengono colorate.
Un semplice ed efficace fissaggio consiste nell'immergere lo striscio in un recipiente contenente alcool etilico (C2H5OH) o metilico (CH3OH) al 95 % per 3-5 minuti.

## Colorazione
Se osservate lo striscio così com'è dopo il fissaggio, non vedrete quasi nulla perché le cellule sono molto trasparenti. Le emazie sono leggermente visibili, ma i leucociti sono molto pallidi, quasi invisibili e non è possibile distinguere nulla al loro interno.
Per poter osservare e riconoscere i vari tipi di leucocita, è necessario colorarli. A tale scopo, normalmente si utilizza il liquido di Giemsa.
Si tratta di una miscela di coloranti, a base di blu di metilene ed eosina.